# Jens Gieseke
Jens Gieseke (ur. 18 maja 1971 w Lingen (Ems)) – niemiecki polityk i prawnik, deputowany do Parlamentu Europejskiego VIII, IX i X kadencji.

## Życiorys
Studiował prawo na Universität Osnabrück, w 1998 i w 2001 zdał państwowe egzaminy prawnicze I i II stopnia. Pracował m.in. jako urzędnik sądowy w Düsseldorfie oraz jako asystent w administracji Europarlamentu. W 2005 został dyrektorem brukselskiego biura stowarzyszenia niemieckich portów lotniczych (ADV). W 1995 wstąpił do Unii Chrześcijańsko-Demokratycznej w Dolnej Saksonii. W wyborach europejskich w 2014 z ramienia chadeków uzyskał mandat eurodeputowanego VIII kadencji. Z powodzeniem ubiegał się o reelekcję w 2019 i 2024.
Jens Gieseke jest żonaty, ma troje dzieci.